# П'єр Конті-Манціні
П'єр Конті-Манціні (італ. Pier Angelo Conti Manzini, 30 червня 1946 — 28 жовтня 2003) — італійський академічний веслувальник.
Бронзовий призер Олімпійських Ігор 1968 року в складі розпашної четвірки без стернового, учасник 1972 року.